# Harry Porter
Harry Franklin Porter (31. srpna 1882 – 27. června 1965 Hartford) byl americký atlet, olympijský vítěz ve skoku do výšky.
V roce 1908 zvítězil při mistrovství USA ve skoku do výšky a kvalifikoval se tak na olympiádu do Londýna. Zde zvítězil v novém olympijském rekordu 190 cm, jeho osobní rekord byl ještě o tři centimetry vyšší a dosáhl ho o rok později.